# 高梓淳
高梓淳（1997年10月23日—），出生于黑龙江省齐齐哈尔市富拉尔基区，现居住在北京市朝阳区，大陆男演员、歌手、童星。
2009年参演电视剧《美人心计》小有起色；2010年正式签约华谊兄弟而后参演了穿越剧《宫锁心玉》人气逐渐上升，正式进入娱乐圈；2011年参演电视剧《宫锁珠帘》受到大众欢迎；2013年参演于正的电影《宫锁沉香》受到观众喜爱，并获得第三届新生代青年艺人最佳演员奖。
2013年12月凭借周华健的一曲《我是明星》正式进入亚洲乐坛，并获得第六届音乐风云榜最佳新人奖。

## 早年經歷
1997年10月23日，高梓淳出生在黑龙江省齐齐哈尔市富拉尔基区第六医院，生下来不会哭，第二天被查出脑出血，当时家里很穷，大夫说不让抢救，抢救过来生活也不能自理，高梓淳的父母并没有听大夫的话，而是坚持抢救。
高梓淳从小就背一些广告并且模仿下来。2001年，高梓淳进入了一家幼儿园，有一次联欢会时老师和高梓淳的妈妈说：“高梓淳这个孩子记忆力非常好，唱歌也不错，而且他很擅长表演，我们开联欢会时他都会模仿一些东西并且表演一番，这孩子是个好苗子你可别浪费了”。可是高梓淳的母亲当时并没有往这方面想，只想让他快快乐乐的。
2004年，高梓淳进入黑龙江省齐齐哈尔市富拉尔基区的中国一重子弟第三小学。2006年获得全区作文一等奖。2008年被评为中国一重子弟第三小学三好学生。2009年7月31日，高梓淳随家人一起到北京游玩走失，在朝外大街偶遇电视剧《美人心计》导演，几经考验，导演认为他很有表演这方面的天赋，想让他回去读完小学就来北京发展。2010年顺利毕业，踏出中国一重子弟第三小学，走上童星之路。

## 演艺经历
2009年参演电视剧《美人心计》开始演艺之路。
2010年参演《宫锁心玉》与杨幂、何晟铭、冯绍峰、佟丽娅合作搭戏，获众好评，正式进入娱乐圈。同年，高梓淳凭着他的演技及歌声，华谊兄弟正式提出与高梓淳签约，成为华谊兄弟旗下第99位签约艺人。
2012年再受于正邀请，参演《宫锁珠帘》名气逐渐上升，并在2012年7月3日开通了新浪微博。
2013年高梓淳在电影《宫锁沉香》中参演陈勇一角，而一炮走红，并获得第三届新生代青年艺人最佳演员奖。
2013年10月20日高梓淳使用米粒换物，为环境保护做贡献，得到绿色环保大使称号。
2013年12月在第六届音乐风云榜新人盛典的颁奖晚会上，凭借周华健的一首单曲《我是明星》，获得第六届音乐风云榜最佳新人奖，并就此踏入亚洲乐坛。

## 主要作品

### 电影
| 首映日期 | 劇名         | 角色          | 合作演员                     |
| -------- | ------------ | ------------- | ---------------------------- |
| 2013年   | 《宮鎖沉香》 | 少年贝克·陈勇 | 周冬雨；陆毅；蒋依依；张子枫 |

### 电视剧
| 首播日期 | 剧名         | 角色            | 合作演员                     |
| -------- | ------------ | --------------- | ---------------------------- |
| 2010年   | 《美人心计》 | 小阿哥          | 杨幂；林心如；何晟铭；陈键锋 |
| 2011年   | 《宫锁心玉》 | 十八阿哥/小阿哥 | 杨幂；冯绍峰；何晟铭；佟丽娅 |
| 2012年   | 《宫锁珠帘》 |                 | 杜淳；何晟铭；袁姗姗；舒畅   |

## 荣誉记录
| 日期       | 颁奖典礼                     | 所获荣誉                       | 获奖作品     |
| ---------- | ---------------------------- | ------------------------------ | ------------ |
| 2013年7月  | 第三届新生代青年艺人颁奖典礼 | 第三届新生代青年艺人最佳演员奖 | 《宫锁沉香》 |
| 2013年12月 | 第六届音乐风云榜新人盛典     | 第六届音乐风云榜最佳新人奖     | 《我是明星》 |

## 人物评价
在电影《宫锁沉香》上映后，多数观众认为高梓淳表演到位，就是戏份真的少了，希望以后能在荧幕上多出现几次。（观众评）
在热拍的《叛逆的青少年》中高梓淳饰演的角色是一名有点叛逆的初中生，在剧组的他是一个能逗大家的小开心果，几位演员及导演对他的演技也是刮目相看，对他的评价较高：“这孩子的演技真的是不错，如果能得到重点培养的话用不上两年我相信那时候的他肯定是一名巨星”。和高梓淳合作过的一些艺人也纷纷对他做出了评价：表演到位、搭戏轻松、临场发挥好、笑场少。在公司的高梓淳也是一个听话的好孩子，公司里的人对他的印象较好，对他的评价是：乐于助人、哄人开心、表演到位。（华谊兄弟评）